# Raimond Zanglada
Raimond Zanglada (Ciutat de Palma, [?] - idem, 1657), fou un teòleg i exegeta mallorquí.
Va cursar al Col·legi de Montesión de Palma humanitats i filosofia sent un dels seus condeixeble Pere Claver i Sobocano (més tard, Sant). El 1608 va ingressar a la Companyia de Jesús. En anar a València per començar el noviciat, va ser capturada la nau Belina (en què feia el viatge) pels turcs, i Zanglada, amb els seus desgraciats companys de viatge, va ser venut com a captiu. Va romandre en aquella situació uns vuit mesos, fins que va ser rescatat amb tres jesuïtes més, aconseguint finalment tornar a Mallorca. Més endavant Zanglada es va separar de l'Institut de Loiola, després d'haver-hi romàs uns vint anys i d'haver fet a la Companyia de Jesús la solemne professió religiosa dels quatre vots. En efecte, la nit del 14 d'agost de 1628 va fugir de la residència de Montesión, sense poder esbrinar el seu parador.
Aleshores va passar a Barcelona, on, amb autorització del Pontífex, va vestir l'hàbit trinitari, però al cap de sis dies, penedit del pas que havia fet, va desaparèixer del convent dels Trinitaris de Barcelona i va tornar a Palma, on va suplicar reiteradament el pare rector del col·legi de Jesuïtes de Montesión perquè tornés a admetre-li en el seu si, cosa que va aconseguir. Va dedicar-se amb apostòlic zel a les tasques que li va encomanar la Companyia, entre elles al ministeri de la predicació, en què ja abans havia guanyat fama d'orador eloqüentíssim, però una altra vegada va abandonar la Companyia per ingressar a l'ordre dels Carmelites, cosa que va poder efectuar gràcies a un Breu pontifici, al mes de maig de 1640.
Sent ja carmelita, Zanglada fou graduat de mestre en teologia i se li dedicà a l'ensenyament d'aquesta ciència, obtenint després l'orla de doctor i una càtedra de prima. Va ser baró molt erudit, notable escolàstic, canonista i escripturari, havent sobresortit, a més, en altres branques del saber humà.
Entre els seus escrits figuren:
- Paragraphi morales in Scripturam a cap. I Genes. usque ad V.;
- Tractatus varii theologici;
- Paraenesis de Magnaliis Deiparae Virginis Mariae ac praecipue de ejus Conceptione, etc;
- Sacrae Paraenesis in Evangelia;
- Commentaria in Artem magnam illuminati Doctoris Raymundi Lulli;
- Tractatus theologici;
- Disputationes aliquot Theologicae in compendium redactae;
- Propositiones aliquae ad conciones ordine alphabetico digestae;
- Sermones Quaresmales, morales, de las Dominicas de Adviento, etc...;
- Comentarios sobre las Sagradas Escrituras y sobre los Santos Padres;
- Relación de las honras.. á la Reyna Nuestra Señora Doña Isabel de Borbón...Palma, 1645, etc.;

També va compondre diverses obres poètiques. Marcelino Menéndez Pelayo, a La Ciencia Española, Bibliografica, senyala del mateix autor Brevis Isagoge in artem mirabilem B. R. Lulli i Brevis elucidatio artis mirabilis B. R. Lulli, que no sembla ser diferent del mentada anteriorment.